# Park Narodowy Montagne d’Ambre
Park Narodowy Montagne d’Ambre – park narodowy położony w Prowincji Antsiranana, w północnym Madagaskarze. Znany jest ze swoich wodospadów i wulkanicznych jezior. Leży 1000 km na północ od stolicy, Antananarywy. Ponadto jest jednym z najbardziej zróżnicowanych biologicznie obszarów Madagaskaru; 75 gatunków ptaków, 25 – ssaków i 59 – gadów zamieszkujących tereny parku.